# Okręg wyborczy Middlesbrough East
Okręg wyborczy Middlesbrough East powstał w 1918 r. i wysyłał do brytyjskiej Izby Gmin jednego deputowanego. Okręg obejmował wschodnią część miasta Middlesbrough. Został zlikwidowany w 1974 r.

## Deputowani do brytyjskiej Izby Gmin z okręgu Middlesbrough East
- 1918–1922: Penry Williams, Partia Liberalna
- 1922–1923: John Wesley Brown, Partia Konserwatywna
- 1923–1924: Penry Williams, Partia Liberalna
- 1924–1931: Ellen Wilkinson, Partia Pracy
- 1931–1935: Ernest Young, Partia Liberalna
- 1935–1950: Alfred Edwards, Partia Pracy
- 1950–1962: Hilary Marquand, Partia Pracy
- 1962–1974: Arthur Bottomley, Partia Pracy